# Wola Łokotowa
Wola Łokotowa [ˈvɔla wɔkɔˈtɔva] es un pueblo ubicado en el distrito administrativo de Gmina Jeżów, dentro del distrito de Brzeziny, Voivodato de Łódź, en Polonia central. Se encuentra aproximadamente a 6 kilómetros al sur de Jeżów, a 16 kilómetros al este de Brzeziny, y a 35 kilómetros al este de la capital regional Lodz.